# L’Orfeo
A L’Orfeo (eredeti címén Favola d’Orfeo) Claudio Monteverdi 1607-ben, Mantovában bemutatott operája. A mester első darabja az első mai értelemben vett opera.

## Előzmények
Az ezerötszázas évek végén új zenei műfaj jelent meg Firenzében, az úgynevezett dramma per musica (zenés dráma), amely csak később kapta az opera nevet. Teoretikus hajlamú zenészek a görög drámát akarták feléleszteni vele. Monteverdi Gonzaga herceg kívánságára zenésítette meg a kedvelt témát, Alessandro Sriggio szövegére. A művet 1607. február 24-én mutatták be Favola d’Orfeo (Orfeusz meséje) címmel a herceg udvarában, a velencei karnevál alkalmából.

## Zene
Ebben a műben a zene döntő szerepet vállalt az érzelmek felkeltésében. Minden színpadi mozzanat rendkívül pontosságú hangsúlyt kap, a változatos és kifejező dallamvonalakkal összhangban van a gazdag hangszerelés.
A nyomtatott partitúra szerint a zenekar összetétele: vonóshangszer, orgona, chitarrone és csembaló, négy harsona, két cink, clarino és trombitából. A szólamok nincsenek mindig leírva, sok mindent a rögtönzésre, vagy inkább a zenészek hozzáértésére, ízlésére bízott. De az olyan helyeken is, ahol hiányoznak a hangszeres szólamok, Monteverdi gyakran megjelölte az egyes hangszerek alkalmazását.
A mű hangszeres bevezetője úgynevezett toccata formában megelőlegezi a későbbi nyitányokat, és magába foglalja a később visszatérő zenei motívumokat. A prológusban a Parnasszus csúcsairól leszáll Musica, a zene múzsája, és a hallgatóságnak egy pásztorregét ad elő Orfeuszról.

## Szereplők

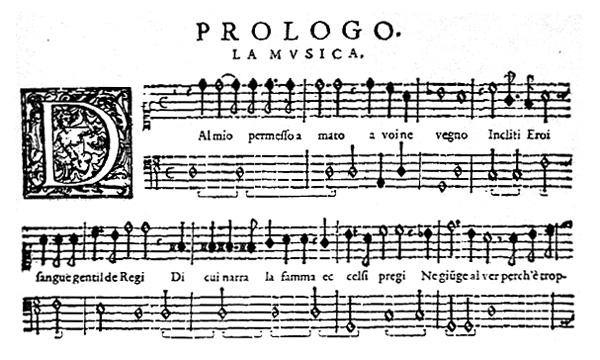
A prológus első két sora (1609-es velencei kiadás)

| Szereplő    | Hangfekvés         |
| ----------- | ------------------ |
| Orpheusz    | tenor              |
| Eurüdiké    | szoprán            |
| Musica      | szoprán            |
| Hírnöknő    | mezzoszoprán       |
| A Reménység | mezzoszoprán       |
| Kharón      | basszus            |
| Pluto       | basszus            |
| Proserpina  | mezzoszoprán       |
| Apollón     | tenor vagy bariton |

## Cselekmény
Az Orfeo meséje ismert görög mítoszon alapul. Orpheusz egy Oiagrosz nevű trák király és Kalliopé múzsa fia volt, más források szerint nemző apja Apollón isten volt. Orpheusz lantjával csodákra volt képes: sziklákat állított meg, fenevadakat szelídített meg, lanttehetségének segítségével visszaszerezte meghalt hitvesét az alvilágból, ám a végzet mégis megfosztotta tőle – erről szól az opera. Az ókori mítosz szerint Orpheusz szörnyű véget ért: miután szembeszegült Dionüszosz végtelen mámorkultuszával, a bakkhánsnők darabokra tépték, a széttépett testét pedig a tengerbe dobták. Monteverdi szövegírója kihagyta a véres jelenetet és a kor ízlésének megfelelően átalakította a mondát, így az operában Orpheuszt nem ölik meg, hanem Apollón magához emeli az Olümposzra.
Játékidő: 1 óra és 20 perc
Helyszín: a görög mitológia világa

### I. felvonás
Helyszín: árkádiai táj

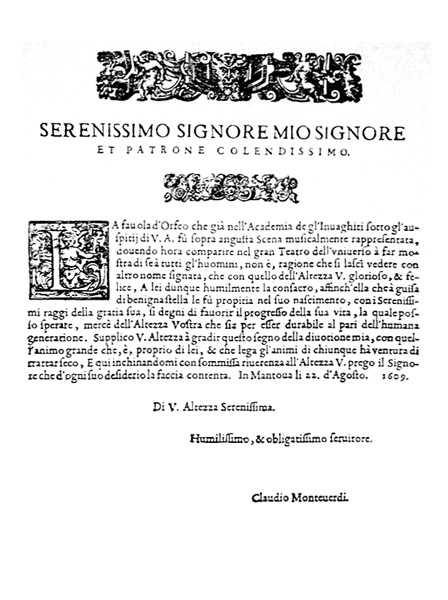
Monteverdi ajánlása az Orfeóhoz (1609-es velencei kiadás)

Pásztorok és nimfák örömmel fogadják királyukat, Orpheuszt. Orpheusz kézen fogva vezeti ifjú feleségét, Eurüdikét. Vidám kórus és tánc köszönti őket.

### II. felvonás
Helyszín: árnyas liget
Orpheusz az egész Természetnek elmondja boldogságát. Közben egy kétségbeesett hírnök rohan hozzá, és közli, hogy Eurüdikét virágszedés közben egy mérges kígyó megmarta. A nimfák varázsigékkel próbálják megmenteni Eurüdiké életét, azonban nem járnak sikerrel. Ekkor Orpheusz elhatározza, leszáll az alvilágba, hogy énekével könyörületre bírja Hadészt, s így visszaszerezze kedvesét.

### III. felvonás
Helyszín: az alvilág bejárata
Orpheusz elérkezik az alvilág határát képező Stüx folyóhoz, ahol Kharón viszi át ladikjával a folyón az elhunytak lelkét. Élő embert azonban nem hajlandó átvinni, így elküldi Orpheuszt. Ekkor Orpheusz előveszi a lantját, és énekével álomba ringatja a révészt, majd átevez a holtak birodalmába.

### IV. felvonás
Helyszín: alvilág
Az alvilágban megkeresi Plutót, aki Orpheusz érkezésekor a trónusán ül, oldalán hitvesével, Proserpinával. Orpheusz dala meghatja Proserpinát, aki rábeszéli a férjét, hogy engedje vissza az élők soraiba Eurüdikét. Pluto végül beleegyezik, azzal a feltétellel, hogy nem nézhetnek egymásra, amíg a napvilágra nem érnek. Ekkor bosszúszomjas fúriák, akik minden boldogság ellenségei, azzal riogatják Orpheuszt, hogy elrabolják a kedvesét. Orpheusz sokáig ellenáll a kísértésnek, végül azonban visszapillant, hogy lássa, minden rendben van-e, ekkor azonban kedvese örökre eltűnik a szeme elől.

### V. felvonás
Helyszín: árkádiai táj
Orpheusz az első élő ember, aki megjárta az alvilágot és sértetlenül visszatért az élők közé. Kedvese elvesztése miatt azonban vigasztalhatatlanul boldogtalan. Apolló, látva fia elkeseredését, magához emeli az Olümposzra, a halhatatlanok közé.

## Zenerészlet
Toccata